# Scopalatum vorax
Scopalatum vorax är en kräftdjursart som först beskrevs av Esterly 1911.  Scopalatum vorax ingår i släktet Scopalatum och familjen Scolecitrichidae. Inga underarter finns listade i Catalogue of Life.